# Jan Karel Škoda
Jan Karel Škoda (15. května 1810, Příbram – 31. prosince 1876, Praha) byl český římskokatolický kněz a spisovatel.

## Život
Patří mezi zapomenuté příbramské spisovatele. Během života a krátce po smrti byl však známou a všeobecně uznávanou osobností, postupem času se však na jeho dílo zapomínalo a dnes je jeho jméno známo pouze odborníkům.

Škoda se narodil v Příbrami v rodině kováře v Plzeňské ulici a prožil zde své dětství a dospívání. Na jeho životní osud měl největší vliv jeho strýc z matčiny strany, příbramský kaplan a vlastenec František Jabulka, žák Bernarda Bolzana. Jabulka inspiroval Škodu ke studiu a pro rozhodnutí věnovat se dráze duchovního. Po absolvování Akademického gymnázia v Praze vstoupil Jan Karel Škoda do kněžského semináře, kde jej nejvíce ovlivnil František Schneider, další Bolzanův žák. Budoucí Páter Škoda tak byl důkladně seznámen Bolzanovými osvíceneckými myšlenkami, zejména v oblasti vzdělávání mládeže, šíření osvěty a mírnění bídy chudých obyvatel, které přijal za své.
Po vysvěcení na kněze v roce 1832 se Škoda stal kaplanem v Počaplech u Berouna, později v Praze, u P. Marie před Týnem. Když byla v roce 1848 založena česká hlavní škola s učitelským ústavem, stal se zde Škoda katechetou a profesorem pedagogiky a katechetiky pro české posluchače bohosloví. České škole věnoval značné úsilí a vychoval v ní velké množství svých pokračovatelů, vlastenecky smýšlejících kněží.
V roce 1868 byl z politických důvodů ze školství propuštěn, nabízené místo na venkovské farnosti odmítl a skončil s nepatrnou penzí bez stálého výdělku. V této době naplno rozvinul své literární ambice, ale i organizační a řečnické schopnosti, zejména formou přednášek pro české učitelstvo. Velké úsilí věnoval Škoda po celý svůj život také záchraně historických památek, např. organizoval záchranu Týnského chrámu v Praze a hradu Karlštejna. Proslul též svým vztahem ke knihám a knihovnám, je o něm známo, že rozdal více než 30 tisíc knih a založil 20 knihoven, vesměs školních, často ze svých vlastních prostředků.
Zemřel v Praze a byl pohřben na Vyšehradském hřbitově mezi mnoha českými osobnostmi.

## Dílo
Literární kariéru zahájil Jan Karel Škoda krátkými texty do časopisů Květy a Přítel mládeže, později publikoval i samostatně. Jeho dílo bylo do značném míry podřízeno jeho pedagogickému zaměření, obracel se především k mladšímu čtenáři, dětem a dospívajícím. Psal nejen beletrii, ale také učebnice, příručky a náboženské texty. Překládal též z němčiny krátké povídky.